# 다비데 기오토
다비데 기오토(이탈리아어: Davide Ghiotto, 이탈리아어 발음: [ˈdavide ˈɡjotto], 1993년 12월 3일~)는 이탈리아의 스피드스케이팅 선수이다. 올림픽에 2회(2018, 2022) 참가했고 2022년 동계 올림픽에서 남자 10000m 동메달을 획득했다. 또한 세계 종목별 선수권 대회에서 금메달 2개, 은메달 2개를 획득했으며 2023년 세계 종목별 선수권 대회에서 남자 10000m 금메달을 획득했다.